# Calcio da tavolo

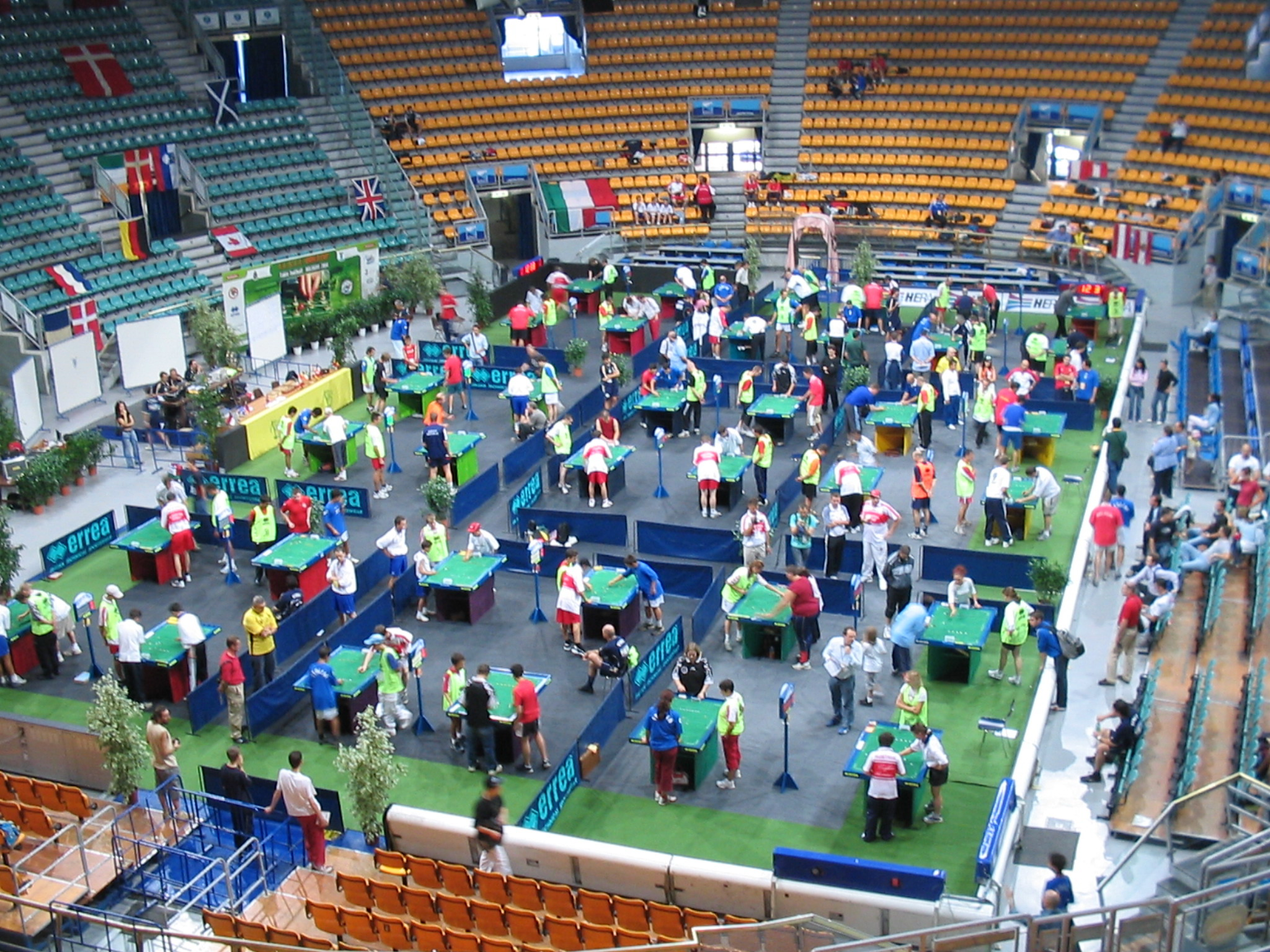
Veduta del campo da gioco del Campionato del Mondo F.I.S.T.F. di Bologna 2004

Il calcio da tavolo è l'evoluzione sportivo-agonistica del gioco del Subbuteo. L'organizzazione mondiale è affidata dal 1993 alla Federation of International Sports Table Football (F.I.S.T.F.), che organizza ogni anno, alternativamente un campionato mondiale e un campionato europeo (seppure dal 2000 al 2018 si è disputato solo il mondiale).In Italia attualmente l’organizzazione è affidata alla FISCT Federazione Italiana Sportiva Calcio Tavolo .

## Differenze rispetto al Subbuteo
Le differenze consistono nel regolamento e nei materiali usati. Verso la metà degli anni novanta un ricercatore italiano di filosofia (Marco de Angelis), appassionato ed esperto giocatore creò delle basi esplicitamente dedicate al "subbuteo agonistico" che già da qualche anno, soprattutto grazie alla creazione della Federazione mondiale ad opera del francese Laurent Garnier, si stava diffondendo come sport sotto il nome di calcio da tavolo.

MATERIALI
CAMPI
Il CdT adotta campi in materiali sintetici; si tratta di velluto, che può essere più o meno spesso.
Tale materiale consente alle miniature di scorrere perfettamente senza mai ribaltarsi.
I due tipi più diffusi sono l'ASTROTURF (più sottile, ricorda il vecchio campo da Subbuteo degli anni '80, che si chiamava Astropitch) e l' EXTREME PITCH, che è più spesso e riproduce in miniatura, l'effetto erba su prato.
Il Subbuteo invece proponeva panni di cotone, leggermente felpato; il campo non garantiva molta scivolosità, tanto che talvolta per renderlo più performante, dopo averlo fissato su una tavola di legno, veniva passato col ferro da stiro caldo, prima di ogni incontro.
PORTE
Nel CdT le porte sono di ferro
Nel Subbuteo invece, sono rigorosamente di plastica.
PORTIERE
Nel CdT è una miniatura di metallo molto più grande rispetto al Subbuteo; è sorretta da un'asta, anch'essa di metallo, che consente di muoverlo per parare e respingere la palla.
Nel Subbuteo invece sia l'asta, che la miniatura, sono di plastica; il portiere risulta notevolmente più piccolo rispetto al CdT.
Tale differenza è giustificata dal fatto, che con le miniature CdT è molto più facile effettuare un pallonetto e quindi fare goal, quindi per evitare che ogni incontro avesse dei risultati non realistici (rispetto al calcio, di cui è una simulazione) si è optato per questa soluzione.
MINIATURE
Sia nel Subbuteo, che nel CdT, le miniature possono essere divise in due parti: la base e l'omino.
-L'OMINO è una specie di soldatino, di altezza 2,5 cm, che rappresenta un calciatore in tenuta da gioco.
-La BASE invece è di altezza 0,5 mm.
BASI
NEL SUBBUTEO le basi hanno tutte la stessa forma e lo stesso peso, quindi ogni giocatore adopera gli stessi materiali del proprio avversario; cambiano soltanto i colori.
La forma della base è una semisfera o meglio, circa un terzo di sfera, (immaginate come se fosse un'arancia tagliata non perfettamente a metà) e la caratteristica più importante è, che lo spigolo, che si crea tra la parte sferica e quella piatta è proprio uno spigolo vivo; cioè non presenta né arrotondamenti, né smussature.
Questa caratteristica fa sì, che solo i giocatori più abili siano in grado di effettuare un tiro in porta a pallonetto, colpendo la base con una discreta forza e facendola impattare alla pallina con la giusta inclinazione.
Inoltre la forma semisferica agevola molto il colpo tipico del Subbuteo, che in gergo viene chiamato "girello" o "colpo a giro"; si tratta di colpire la base lateralmente, da sotto in sù, facendo in modo di farla ruotare su se stessa; in questo modo la miniatura effettuerà un movimento circolare anziché rettilineo, andando a toccare la pallina e consentendo al giocatore di mantenere il possesso palla.
NEL CDT le basi possono avere caratteristiche differenti (peso, forma e materiale), quindi ogni giocatore sceglierà quella, che più si addice alle sue abilità ed alla sua tattica di gioco.
La forma è simile a due monetine uguali e sovrapposte, quindi sono prive della classica forma semisferica.
Tale caratteristica consente alla miniatura di scorrere sul terreno di gioco senza mai rovesciarsi, comprendo anche distanze considerevoli; in questo modo il giocatore può andare a toccare la pallina anche se molto distante e quindi mantenere il possesso palla.
Lo spigolo superiore delle basi presenta smussature o arrotondamenti, che agevolano il tiro a pallonetto; impattando la pallina frontalmente con una discreta forza, si riesce sempre ad imprimere una traiettoria a parabola.
La possibilità di effettuare il "colpo a giro" o "girello" non è completamente esclusa, ma risulta poco agevole.
PALLINA
Sia nel Subbuteo, che nel CdT, le dimissioni sono le stesse.
REGOLAMENTO DI GIOCO
Tra Subbuteo e CdT la gran parte delle regole è identica, a parte qualche norma di dettaglio.
Però una sola regola in particolare differisce tra le due pratiche, rendendo la dinamica del gioco particolarmente differente; si tratta del "movimento difensivo".
Infatti ogni qual volta il giocatore in possesso di palla effettua un movimento andando a colpire la pallina (e quindi mantenendo il possesso della stessa), il suo avversario può a sua volta effettuare un movimento per ostacolarne l'avanzamento; ad ogni movimento del possessore palla, corrisponderà un movimento del difensore, ma con le differenze di seguito descritte.
CDT
Il movimento del difensore potrà essere fatto soltanto DOPO, che la miniatura dell'attaccante avrà colpito la pallina e potrà essere "ritardato" fino a che l'attaccante non avrà colpito una seconda volta la pallina (con la stessa miniatura o con un'altra).
Quindi il difensore perderà il diritto al proprio movimento difensivo soltanto dopo, che la miniatura attaccante avrà colpito la pallina una seconda volta.
SUBBUTEO
Il movimento del difensore potrà essere fatto soltanto DOPO, che la miniatura dell'attaccante sarà stata toccata e potrà essere "ritardato" fino a quando l'attaccante non tocchi nuovamente una propria miniatura (la stessa o un'altra).
Quindi il difensore perderà il diritto al proprio movimento difensivo soltanto dopo, che una miniatura attaccante sarà stata toccata dal dito del giocatore in possesso di palla.

## Campionati del mondo

### Campionato del mondo F.I.S.A. di Subbuteo
Il grandissimo successo del Subbuteo in tutto il Mondo ha portato nel 1970 alla disputa del primo campionato del mondo organizzato dalla F.I.S.A. La manifestazione ebbe luogo nelle stesse date del campionato del Mondo di calcio, nella città di Londra, all'interno dello stadio di Wembley. Le prime due edizioni del mondiale di Subbuteo si svolsero con un'unica categoria. Nel 1978 fu introdotta la categoria Juniores, al limite dei 16 anni di età. Questa separazione durò fino al 1994, ultima edizione del mondiale Subbuteo, disputata a Chicago pochi giorni prima del mondiale di calcio. Nel 1993, infatti,  era sorta la F.I.S.T.F la quale iniziò ad organizzare le competizioni mondiali nelle varie categorie (la prima edizione si svolse a Parigi nel 1994). 

#### Albo d'oro
| Campionati del mondo F.I.S.A. di Subbuteo | Campionati del mondo F.I.S.A. di Subbuteo | Campionati del mondo F.I.S.A. di Subbuteo | Campionati del mondo F.I.S.A. di Subbuteo | Campionati del mondo F.I.S.A. di Subbuteo | Campionati del mondo F.I.S.A. di Subbuteo | Campionati del mondo F.I.S.A. di Subbuteo |            |
| Anno                                      | Luogo                                     | Vincitore Seniores                        | Finalista Seniores                        | ris.                                      | Vincitore Juniores                        | Finalista Juniores                        | ris.       |
| ----------------------------------------- | ----------------------------------------- | ----------------------------------------- | ----------------------------------------- | ----------------------------------------- | ----------------------------------------- | ----------------------------------------- | ---------- |
| 1970                                      | Londra, Regno Unito                       | Peter Czarkowski ( Germania Ovest)        | Pierre Tignani ( Belgio)                  | 2-0                                       |                                           |                                           |            |
| 1974                                      | Monaco di Baviera, Germania Ovest         | Dick Rietveld ( Paesi Bassi)              | Mike Dent( Inghilterra)                   | 2-1                                       |                                           |                                           |            |
| 1978                                      | Londra, Regno Unito                       | Phillipe Outmans ( Belgio)                | Norman Gleave ( Inghilterra)              | 1-0                                       | Andrea Piccaluga ( Italia)                | Dirk Barwäld ( Germania Ovest)            | 3-0        |
| 1982                                      | Barcellona, Spagna                        | Renzo Frignani ( Italia)                  | Horst Becker ( Germania Ovest)            | 2-1                                       | Joseph Bonfante ( Gibilterra)             | Bruno Debray ( Francia)                   | 6-5 d.c.p. |
| 1986                                      | Atene, Grecia                             | Willy Hoffman ( Svizzera)                 | Renzo Frignani ( Italia)                  | 5-2                                       | Mario Baglietto ( Italia)                 | George Grillakis ( Grecia)                | 2-1        |
| 1990                                      | Roma, Italia                              | Angelos Tsakiris ( Grecia)                | Frédéric Hernandez ( Francia)             | 2-1                                       | Vasco Guimares ( Portogallo)              | Joris Van Braker ( Paesi Bassi)           | 3-2        |
| 1994                                      | Chicago, Stati Uniti                      | Dominique De Marco ( Belgio)              | Christophe Fuseau ( Francia)              | 4-3                                       |                                           |                                           |            |

### Campionato del mondo Subbuteo successivamente F.I.S.T.F. di calcio da tavolo
| Campionati del mondo individuali | Campionati del mondo individuali | Campionati del mondo individuali | Campionati del mondo individuali | Campionati del mondo individuali | Campionati del mondo individuali | Campionati del mondo individuali |                        |
| Anno                             | Luogo                            | Open                             | Under 20/19                      | Under 16/15                      | Donne                            | Veterani                         | Under 12               |
| -------------------------------- | -------------------------------- | -------------------------------- | -------------------------------- | -------------------------------- | -------------------------------- | -------------------------------- | ---------------------- |
| 1994                             | Parigi, Francia                  | Dominique De Marco Belgio        | Joseph Borg Bonaci Malta         | Darren Scicluna Malta            | Delphine Dieudonné Belgio        |                                  |                        |
| 1996                             | Silkeborg, Danimarca             | Vasco Guimarães Portogallo       | Simone Bertelli Italia           | Wolfgang Haas Austria            | Delphine Dieudonné Belgio        | Gerhard Ecker Austria            |                        |
| 1998                             | Namur, Belgio                    | Gil Delogne Belgio               | Simone Bertelli Italia           | Wolfgang Haas Austria            | Delphine Dieudonné Belgio        | Thierry Vivron Francia           |                        |
| 2000                             | Vienna, Austria                  | Massimo Bolognino Italia         | Nicolas Wlodarczyk Francia       | Simão Fonseca Portogallo         | Delphine Dieudonné Belgio        | Horst Deimel Austria             |                        |
| 2001                             | Porto, Portogallo                | Massimo Bolognino Italia         | Nicolas Wlodarczyk Francia       | Simão Fonseca Portogallo         | Carla Conceição Portogallo       | Renzo Frignani Italia            |                        |
| 2002                             | Birmingham, Regno Unito          | Gil Delogne Belgio               | Sami Targui Belgio               | Jessica Hardenne Belgio          | Delphine Dieudonné Belgio        | Stefano De Francesco Italia      |                        |
| 2003                             | Cottonera, Malta                 | Massimiliano Nastasi Italia      | Roderick Sciberras Malta         | Arnaud Nullens Belgio            | Kamilla Kristensen Danimarca     | Arturo Martínez Spagna           |                        |
| 2004                             | Bologna, Italia                  | Giancarlo Giulianini Italia      | Daniele Bertelli Italia          | Ricardo Barros Portogallo        | Delphine Dieudonné Belgio        | Renzo Frignani Italia            |                        |
| 2005                             | Tournai, Belgio                  | Massimo Bolognino Italia         | Daniele Bertelli Italia          | Juan Manuel Noguera Spagna       | Delphine Dieudonné Belgio        | Renzo Frignani Italia            |                        |
| 2006                             | Dortmund, Germania               | Efrem Intra Italia               | Stefano Buono Italia             | Kristian Staal Nielsen Danimarca | Kamilla Kristensen Danimarca     | Martijn Bom Paesi Bassi          |                        |
| 2007                             | Les Herbiers, Francia            | Daniele Bertelli Italia          | Stefano Buono Italia             | Ruben Português Portogallo       | Françoise Guyot Francia          | Renzo Frignani Italia            |                        |
| 2008                             | Vienna, Austria                  | Eric Verhagen Paesi Bassi        | Juan Manuel Noguera Spagna       | Björn Kegenbein Germania         | Michaela Scherbaum Austria       | Martijn Bom Paesi Bassi          |                        |
| 2009                             | Rotterdam, Paesi Bassi           | Daniele Bertelli Italia          | Björn Kegenbein Germania         | Emanuele Lo Cascio Italia        | Delphine Dieudonné Belgio        | Martijn Bom Paesi Bassi          |                        |
| 2010                             | Rain, Germania                   | Carlos Flores Spagna             | José Antonio Gómez Ros Spagna    | Marcel Kwiatkowski Germania      | Delphine Dieudonné Belgio        | Juan Carlos Granados Spagna      |                        |
| 2011                             | Palermo, Italia                  | Massimiliano Nastasi Italia      | Björn Kegenbein Germania         | Luca Colangelo Italia            | Giuditta Lo Cascio Italia        | Vicenç Prats Spagna              |                        |
| 2012                             | Manchester, Inghilterra          | Carlos Flores Spagna             | Björn Kegenbein Germania         | Matteo Ciccarelli Italia         | Delphine Dieudonné Belgio        | Francesco Mattiangeli Italia     |                        |
| 2013                             | Madrid, Spagna                   | Alberto Mateos Spagna            | Luigi Di Vito Italia             | Claudio Panebianco Italia        | Delphine Dieudonné Belgio        | Massimo Bolognino Italia         |                        |
| 2014                             | Rochefort, Belgio                | Juan Manuel Noguera Spagna       | Luigi Di Vito Italia             | Matteo Ciccarelli Italia         | Jessica Hardenne Belgio          | Francesco Mattiangeli Italia     |                        |
| 2015                             | San Benedetto del Tronto, Italia | Carlos Flores Spagna             | David González Spagna            | Claudio La Torre Italia          | Delphine Dieudonné Belgio        | Massimo Bolognino Italia         |                        |
| 2016                             | Frameries Belgio                 | Wolfgang Leitner Austria         | Matteo Ciccarelli Italia         | Leonardo Giudice Italia          | Carolina Villarigues Portogallo  | Gianfranco Calonico Italia       |                        |
| 2017                             | Elancourt Francia                | Rémy Huynh Belgio                | Nicola Borgo Italia              | Claudio La Torre Italia          | Delphine Dieudonne Belgio        | Filipe Maia Portogallo           | Francesco Borgo Italia |
| 2018                             | Gibilterra                       | Matteo Ciccarelli Italia         | Marco Di Vito Italia             | Leonardo Giudice Italia          | Audrey Herbaut Francia           | Charles Aquilina Malta           | Giorgio Giudice Italia |

| Campionati del mondo a squadre | Campionati del mondo a squadre | Campionati del mondo a squadre | Campionati del mondo a squadre | Campionati del mondo a squadre | Campionati del mondo a squadre |          |
| Anno                           | Open                           | Under 19                       | Under 15                       | Donne                          | Veterani                       | Under 12 |
| ------------------------------ | ------------------------------ | ------------------------------ | ------------------------------ | ------------------------------ | ------------------------------ | -------- |
| 1994                           | Belgio                         |                                |                                |                                |                                |          |
| 1996                           | Belgio                         | Belgio                         | Francia                        | Belgio                         | Francia                        |          |
| 1998                           | Italia                         | Italia                         | Austria                        | Francia                        | Belgio                         |          |
| 2000                           | Belgio                         | Portogallo                     | Belgio                         | Belgio                         | Belgio                         |          |
| 2001                           | Italia                         | Portogallo                     | Belgio                         |                                | Belgio                         |          |
| 2002                           | Italia                         | Belgio                         | Belgio                         | Belgio                         | Paesi Bassi                    |          |
| 2003                           | Italia                         | Malta                          | Portogallo                     |                                | Italia                         |          |
| 2004                           | Italia                         | Italia                         | Portogallo                     | Belgio                         | Italia                         |          |
| 2005                           | Italia                         | Belgio                         | Portogallo                     | Belgio                         | Francia                        |          |
| 2006                           | Italia                         | Belgio                         | Danimarca                      | Francia                        | Italia                         |          |
| 2007                           | Italia                         | Spagna                         | Italia                         | Belgio                         | Italia                         | Italia   |
| 2008                           | Italia                         | Spagna                         | Italia                         | Francia                        | Italia                         | Italia   |
| 2009                           | Italia                         | Spagna                         | Italia                         | Belgio                         | Italia                         | Italia   |
| 2010                           | Malta                          | Paesi Bassi                    | Italia                         | Belgio                         | Italia                         | Italia   |
| 2011                           | Italia                         | Italia                         | Italia                         |                                | Italia                         | Italia   |
| 2012                           | Spagna                         | Italia                         | Italia                         |                                | Austria                        | Italia   |
| 2013                           | Italia                         | Italia                         | Italia                         | Belgio                         | Italia                         | Italia   |
| 2014                           | Italia                         | Italia                         | Italia                         | Belgio                         | Italia                         | Belgio   |
| 2015                           | Spagna                         | Italia                         | Italia                         | Italia                         | Spagna                         | Italia   |
| 2016                           | Italia                         | Belgio                         | Italia                         | Belgio                         | Italia                         | Italia   |
| 2017                           | Italia                         | Italia                         | Italia                         | Belgio                         | Italia                         | Italia   |
| 2018                           | Spagna                         | Italia                         | Italia                         | Francia                        | Italia                         | Spagna   |

| MEDAGLIERE WORLD CUP | MEDAGLIERE WORLD CUP | MEDAGLIERE WORLD CUP |
| Position             | Nazione              | Medaglie Vinte       |
| -------------------- | -------------------- | -------------------- |
| 1                    | Italia               | 51                   |
| 2                    | Belgio               | 21                   |
| 3                    | Spagna               | 12                   |
| 4                    | Portogallo           | 8                    |
| 5                    | Austria              | 6                    |
| 6                    | Germania             | 6                    |
| 7                    | Malta                | 5                    |
| 8                    | Francia              | 5                    |
| 9                    | Paesi Bassi          | 4                    |
| 10                   | Danimarca            | 3                    |

## Campionati europei

### Campionato europeo F.I.S.A. di Subbuteo
Affiancati al Campionato del Mondo, sempre parallelamente a quelli di Calcio, si sono disputati anche i campionati d'Europa, organizzati da tre federazioni internazionali: la F.I.S.A. (Federation of International Subbuteo Association)poi disciolta ,  la F.I.S.T.F.  (tuttora esistente) e l'E.T.F. (European Table Football)anch’essa oramai disciolta. La prima, già organizzatrice dei mondiali, comincio le sue manifestazioni continentali nel 1980 a Roma, con una manifestazione a squadre. Vinse la nazionale italiana composta da: Andrea Antiga, Andrea Piccaluga e Giuseppe Trovato, che in finale sconfisse la rappresentativa del Belgio composta da Philippe Outmanns, Marc Clairbois e Alphonse Paulis. Nel 1984, a Parigi, cambiò la formula che divenne simile a quella del mondiale, due competizioni individuali: una per gli "juniores" al limite dei 16 anni e una "Seniores" per tutti gli altri.La F.I.S.T.F comincio’ ad organizzare le manifestazioni dal 1993 al 1999 (alternativamente ai mondiali)e dal 2019 dopo che i Campionati Europei erano stati soppressi per disputare i mondiali ogni anno. 

#### Albo d'oro
| Campionato europeo F.I.S.A. di Subbuteo | Campionato europeo F.I.S.A. di Subbuteo | Campionato europeo F.I.S.A. di Subbuteo | Campionato europeo F.I.S.A. di Subbuteo | Campionato europeo F.I.S.A. di Subbuteo | Campionato europeo F.I.S.A. di Subbuteo | Campionato europeo F.I.S.A. di Subbuteo |            |
| Anno                                    | Luogo                                   | Vincitore Seniores                      | Finalista Seniores                      | ris.                                    | Vincitore Juniores                      | Finalista Juniores                      | ris.       |
| --------------------------------------- | --------------------------------------- | --------------------------------------- | --------------------------------------- | --------------------------------------- | --------------------------------------- | --------------------------------------- | ---------- |
| 1980                                    | Roma, Italia                            | Italia ( Italia)                        | Belgio ( Belgio)                        | 2-0                                     |                                         |                                         |            |
| 1984                                    | Parigi, Francia                         | Renzo Frignani ( Italia)                | Lionel Abecassis ( Francia)             | 1-0                                     | Dominique De Marco ( Belgio)            | Marco Santachiara ( Italia)             | 4-3 d.c.p. |
| 1988                                    | Bruxelles, Belgio                       | Mario Baglietto ( Italia)               | Dominique De Marco ( Belgio)            | 4-3 d.c.p.                              | Raymond De Marco ( Belgio)              | Kostas Sohoritis ( Grecia)              | 1-0        |
| 1992                                    | Amburgo, Germania                       | Paulo Sobral ( Portogallo)              | Dominique De Marco ( Belgio)            | 3-2                                     | Bertrand Sartisse ( Belgio)             | Hugo Carvalho ( Portogallo)             | 2-1        |
| 1996                                    | Londra, Regno Unito                     | Felipe Maia ( Portogallo)               | Joseph Borg Bonaci ( Malta)             | ...                                     | Dionisis Koutis ( Grecia)               | Sergio Loureiro ( Portogallo)           | ...        |

### Campionati Europei F.I.S.T.F. Individuali di Calcio Tavolo
| Anno | Luogo              | Open                       | Under 20/19                 | Under 16/15              | Ladies                    | Veteran                | Under 12               |
| ---- | ------------------ | -------------------------- | --------------------------- | ------------------------ | ------------------------- | ---------------------- | ---------------------- |
| 1993 | Verviers Belgio    | Christophe Fuseau Francia  | Fabian Brau Belgio          | Bertrand Sartisse Belgio | Véronique Garnier Francia | not played             | not played             |
| 1995 | Wuppertal Germania | David Ruelle Belgio        | Vasco Guimarães Portogallo  | Thomas Wittmann Austria  | Delphine Dieudonné Belgio | not played             | not played             |
| 1997 | Atene Grecia       | Vasco Guimarães Portogallo | Dionisis Koutis Grecia      | Nikos Beis Grecia        | Delphine Dieudonné Belgio | Gerhard Ecker Austria  | not played             |
| 1999 | Delft Paesi Bassi  | Massimo Bolognino Italia   | Efrem Intra Italia          | Nikos Beis Grecia        | Cynthia Bouchez Belgio    | Thierry Vivron Francia | not played             |
| 2019 | Frameries Belgio   | Florian Giaux Belgio       | Dimitrios Dimopoulos Grecia | Mattia Ferrante Italia   | Audrey Herbaut Francia    | Mario Camilleri Malta  | Francesco Borgo Italia |

### Campionati Europei F.I.S.T.F. Squadre di Calcio Tavolo
| Year | Host Country | Open       | Under 19   | Under 15   | Ladies     | Veteran    | Under 12   |
| ---- | ------------ | ---------- | ---------- | ---------- | ---------- | ---------- | ---------- |
| 1993 | Belgio       | not played | not played | not played | not played | not played | not played |
| 1995 | Germania     | Portogallo | not played | not played | not played | not played | not played |
| 1997 | Grecia       | Portogallo | Grecia     | Grecia     | not played | Austria    | not played |
| 1999 | Paesi Bassi  | Italia     | Belgio     | Belgio     | Francia    | Belgio     | not played |
| 2019 | Belgio       | Italia     | Italia     | Italia     | Francia    | Italia     | Italia     |

### Campionato europeo E.T.F. di calcio da tavolo
Più lungo l'albo d'oro della Europaïchen Tischfussball Föderation E.T.F. (in tedesco perché la federazione aveva sede nella Svizzera tedesca), che comincia le sue rassegne europee già nel 1964. La differenza tra le due federazioni sta nell'utilizzo dei materiali. Mentre nella F.I.S.A. era obbligatorio l'utilizzo di materiali marchiati dalla Subbuteo, nell'E.T.F. era possibile utilizzare ogni tipo di materiale purché rientrante in determinate dimensioni.

#### Albo d'oro
| 1964 | Rotterdam, Paesi Bassi    | Marius Schild ( Paesi Bassi)       | Jean-Pierre De Joncker ( Belgio)  | 4-1        |
| 1965 | Bruxelles, Belgio         | Johnny De Bruining ( Paesi Bassi)  | François Van Cauwelaert ( Belgio) | 4-3 d.c.p. |
| 1966 | Dortmund, Germania Ovest  | Pierre Tignani ( Belgio)           | Jean-Pierre De Joncker ( Belgio)  | 5-1 d.c.p. |
| 1967 | Londra, Inghilterra       | Pierre Tignani ( Belgio)           | Bertus Mulder ( Paesi Bassi)      | 3-1        |
| 1968 | Rotterdam, Paesi Bassi    | Willi Hogeweg ( Paesi Bassi)       | René Schoukens( Belgio)           | 3-2        |
| 1969 | Jambes, Belgio            | Bertus Mulder ( Paesi Bassi)       | Jean-Marie Delahaut ( Belgio)     | 4-3        |
| 1970 | Altenmark, Germania Ovest | Dick Rietveld ( Paesi Bassi)       | Pierre Tignani ( Belgio)          | 1-0        |
| 1971 | Romford, Inghilterra      | Dick Rietveld ( Paesi Bassi)       | Bertus Mulder ( Paesi Bassi)      | 4-3 d.c.p. |
| 1972 | Maassluis, Paesi Bassi    | Antoon Verhaal ( Paesi Bassi)      | Marius Schild ( Paesi Bassi)      | 1-0        |
| 1973 | Spa, Belgio               | Antoon Verhaal ( Paesi Bassi)      | Gerard Donk ( Paesi Bassi)        | 3-1 d.c.p. |
| 1974 | Basilea, Svizzera         | Jacques Brichaud ( Belgio)         | Kurt Erb ( Svizzera)              | 1-0        |
| 1975 | Haibach, Germania Ovest   | Peter Czarkowski ( Germania Ovest) | Norman Gleave ( Inghilterra)      | 2-1        |
| 1976 | La Valletta, Malta        | Mike Dent ( Inghilterra)           | Norman Gleave ( Inghilterra)      | 2-0        |
| 1977 | Bracknell, Inghilterra    | Kurt Erb ( Svizzera)               | Richard Stolwijk ( Paesi Bassi)   | 3-2        |
| 1978 | Vienna, Austria           | Bertus Mulder ( Paesi Bassi)       | Jacques Brichaud ( Belgio)        | 3-2 d.c.p. |
| 1979 | Rijswijk, Paesi Bassi     | Jacques Brichaud ( Belgio)         | Philippe Outmanns ( Belgio)       | 3-2        |
| 1980 | Uddingston, Scozia        | Peter Erb ( Svizzera)              | Joe Enriles ( Gibilterra)         | 2-1 d.c.p. |
| 1981 | Verviers, Belgio          | André Beckers ( Belgio)            | Kurt Erb ( Svizzera)              | 1-0        |
| 1982 | Wallisellen, Svizzera     | Willy Hofmann ( Svizzera)          | Marc Clairbois ( Belgio)          | 1-0        |
| 1983 | Haibach, Germania Ovest   | Willy Hofmann ( Svizzera)          | Marc Clairbois ( Belgio)          | 3-2 d.c.p. |
| 1984 | Verviers, Belgio          | Willy Hofmann ( Svizzera)          | Marc Clairbois ( Belgio)          | 2-0        |
| 1985 | Barry, Galles             | Bruno Goset( Belgio)               | Martijn Bom ( Paesi Bassi)        | 1-0        |
| 1986 | Boskoop, Paesi Bassi      | Didier Stévenot ( Belgio)          | Horst Becker ( Germania Ovest)    | 1-0 d.c.p. |
| 1987 | Birmingham, Inghilterra   | Willy Hofmann ( Svizzera)          | Gerherd Ecker ( Austria)          | 4-1        |
| 1988 | Salisburgo, Austria       | Willy Hofmann ( Svizzera)          | Horst Deimel ( Austria)           | 4-1        |
| 1989 | Wallisellen, Svizzera     | Dominique De Marco ( Belgio)       | Martijn Bom ( Paesi Bassi)        | 1-0        |
| 1990 | Edimburgo, Regno Unito    | Willy Hofmann ( Svizzera)          | Martijn Bom ( Paesi Bassi)        | 4-1        |
| 1991 | Stennweiler, Germania     | Dominique De Marco ( Belgio)       | Gil Delogne ( Belgio)             | 2-1        |
| 1992 | La Valletta, Malta        | Christophe Fuseau ( Francia)       | David Baxter ( Scozia)            | 2-1        |
| 1993 | Fareham, Inghilterra      | Horst Deimel ( Austria)            | Tony Montesin ( Malta)            | 2-1 d.c.p. |

| 1968 | Rotterdam, Paesi Bassi  | Germania Ovest | Belgio         |
| 1969 | Jambes, Belgio          | Belgio         |                |
| 1983 | Haibach, Germania Ovest | Belgio         | Germania Ovest |
| 1987 | Birmingham, Inghilterra | Germania Ovest | Belgio         |
| 1991 | Stennweiler, Germania   | Austria        | Germania       |